# Rineloricaria castroi
Rineloricaria castroi és una espècie de peix de la família dels loricàrids i de l'ordre dels siluriformes. Poden atènyer uns 16 cm de longitud total.
Es troba al riu Trombetas a Sud-amèrica. Va rebre l'epítet castroi en honor de Ricardo Macedo Correa e Castro, el col·lector de l'holotip.